# Caloptilia striolata
Caloptilia striolata är en fjärilsart som först beskrevs av Liu och Yuan 1990.  Caloptilia striolata ingår i släktet Caloptilia och familjen styltmalar. Inga underarter finns listade i Catalogue of Life.